# Drahlín
Drahlín är en ort i Tjeckien.   Den ligger i regionen Mellersta Böhmen, i den centrala delen av landet, 50 km sydväst om huvudstaden Prag. Drahlín ligger 526 meter över havet och antalet invånare är 517.
Terrängen runt Drahlín är kuperad åt nordväst, men åt sydost är den platt. Runt Drahlín är det ganska tätbefolkat, med 86 invånare per kvadratkilometer. Närmaste större samhälle är Příbram, 5,6 km sydost om Drahlín. Omgivningarna runt Drahlín är en mosaik av jordbruksmark och naturlig växtlighet.